# Sigismondo Chigi Albani della Rovere, IX principe di Farnese
Sigismondo Chigi Albani della Rovere, IX principe di Farnese (Roma, 12 dicembre 1894 – Roma, 24 dicembre 1982), è stato un principe italiano.

## Biografia
Sigismondo nacque a Roma il 12 dicembre 1894, figlio di Ludovico Chigi Albani della Rovere, VIII principe di Farnese, e di sua moglie, la principessa Anna Aldobrandini. Pochi mesi dopo la nascita di sua sorella minore, Laura, per complicazioni dovute al parto, sua madre morì e suo padre entrò nel Sovrano Militare Ordine di Malta di cui divenne poi Gran Maestro nel 1931.
La situazione della sua famiglia, che ancora versava in condizioni di dissesto finanziario, malgrado i molti onori ricevuti, portò Sigismondo a sposarsi con la ricca ereditiera americana Marian Berry (1901-1989). Come Maresciallo di Santa Romana Chiesa prese parte ai lavori del conclave del 1958 e in parte sollevò dei dubbi sull'elezione papale di Giuseppe Siri in quanto, pochi giorni dopo l'elezione del nuovo pontefice, dichiarò al Corriere d'Informazione di aver visto "una fumata prima giallastra e poi bianca", fatto che in molti attribuirono a un banale errore tecnico.
Nel 1966, con la riforma della curia romana voluta da papa Paolo VI, perse le storiche cariche di Maresciallo di Santa Romana Chiesa e di Maresciallo del Conclave, titoli che erano legati alla sua famiglia dal 1712, trasmessi di padre in figlio per diritto pontificio. Venne comunque nominato Gentiluomo di Sua Santità.
Morì a Roma nel 1982.

## Matrimonio e figli
Sigismondo sposò a Roma l'ereditiera americana Marian Berry.
Da questo matrimonio nacquero due figli:
- Agostino (1929 - 2002), archeologo e fotografo;
- Francesca

## Albero genealogico
|                                                              |                                                      |                                                         | Genitori                                              |  |  | Nonni |  |  | Bisnonni                                                     |  |  | Trisnonni                                                 |  |
|                                                              |                                                      |                                                         |                                                       |  |  |       |  |  | Sigismondo Chigi Albani della Rovere, VI principe di Farnese |  |  | Agostino Chigi Albani della Rovere, V principe di Farnese |  |
|                                                              |                                                      |                                                         |                                                       |  |  |       |  |  | Sigismondo Chigi Albani della Rovere, VI principe di Farnese |  |  | Agostino Chigi Albani della Rovere, V principe di Farnese |  |
|                                                              |                                                      | Amalia Carlotta Barberini Colonna di Sciarra            |                                                       |  |  |       |  |  | Sigismondo Chigi Albani della Rovere, VI principe di Farnese |  |  |                                                           |  |
| Mario Chigi Albani della Rovere, VII principe di Farnese     |                                                      |                                                         |                                                       |  |  |       |  |  | Sigismondo Chigi Albani della Rovere, VI principe di Farnese |  |  |                                                           |  |
|                                                              |                                                      | Leopoldina Doria Pamphilj Landi                         | Luigi Doria Pamphilj Landi, X principe di Melfi       |  |  |       |  |  |                                                              |  |  |                                                           |  |
|                                                              |                                                      | Leopoldina Doria Pamphilj Landi                         | Luigi Doria Pamphilj Landi, X principe di Melfi       |  |  |       |  |  |                                                              |  |  |                                                           |  |
|                                                              |                                                      | Leopoldina Doria Pamphilj Landi                         | Teresa Orsini                                         |  |  |       |  |  |                                                              |  |  |                                                           |  |
| Ludovico Chigi Albani della Rovere, VIII principe di Farnese |                                                      | Leopoldina Doria Pamphilj Landi                         |                                                       |  |  |       |  |  |                                                              |  |  |                                                           |  |
|                                                              |                                                      | Ludovico Adolfo Federico di Sayn-Wittgenstein-Berleburg | Ludovico Adolfo Pietro di Sayn-Wittgenstein-Berleburg |  |  |       |  |  |                                                              |  |  |                                                           |  |
|                                                              |                                                      | Ludovico Adolfo Federico di Sayn-Wittgenstein-Berleburg | Ludovico Adolfo Pietro di Sayn-Wittgenstein-Berleburg |  |  |       |  |  |                                                              |  |  |                                                           |  |
|                                                              |                                                      | Ludovico Adolfo Federico di Sayn-Wittgenstein-Berleburg | Antonia Cäcilia Snarska                               |  |  |       |  |  |                                                              |  |  |                                                           |  |
| Antonietta di Sayn-Wittgenstein-Berleburg                    |                                                      | Ludovico Adolfo Federico di Sayn-Wittgenstein-Berleburg |                                                       |  |  |       |  |  |                                                              |  |  |                                                           |  |
|                                                              |                                                      | Leonilla Ivanovna Barjatinskaja                         | Ivan Ivanovič Barjatinskij                            |  |  |       |  |  |                                                              |  |  |                                                           |  |
|                                                              |                                                      | Leonilla Ivanovna Barjatinskaja                         | Ivan Ivanovič Barjatinskij                            |  |  |       |  |  |                                                              |  |  |                                                           |  |
|                                                              |                                                      | Leonilla Ivanovna Barjatinskaja                         | Marie Wilhelmina Keller                               |  |  |       |  |  |                                                              |  |  |                                                           |  |
| Sigismondo Chigi Albani della Rovere, IX principe di Farnese |                                                      | Leonilla Ivanovna Barjatinskaja                         |                                                       |  |  |       |  |  |                                                              |  |  |                                                           |  |
|                                                              | Camillo Borghese Aldobrandini, I principe di Meldola | Francesco Borghese                                      |                                                       |  |  |       |  |  |                                                              |  |  |                                                           |  |
|                                                              | Camillo Borghese Aldobrandini, I principe di Meldola | Francesco Borghese                                      |                                                       |  |  |       |  |  |                                                              |  |  |                                                           |  |
|                                                              | Camillo Borghese Aldobrandini, I principe di Meldola | Adele de La Rochefoucauld                               |                                                       |  |  |       |  |  |                                                              |  |  |                                                           |  |
| Pietro Borghese Aldobrandini, duca di Sarsina                | Camillo Borghese Aldobrandini, I principe di Meldola |                                                         |                                                       |  |  |       |  |  |                                                              |  |  |                                                           |  |
|                                                              |                                                      | Marie Flore Pauline d'Arenberg                          | Prospero Luigi d'Arenberg                             |  |  |       |  |  |                                                              |  |  |                                                           |  |
|                                                              |                                                      | Marie Flore Pauline d'Arenberg                          | Prospero Luigi d'Arenberg                             |  |  |       |  |  |                                                              |  |  |                                                           |  |
|                                                              |                                                      | Marie Flore Pauline d'Arenberg                          | Maria Ludmilla Rosa di Lobkowitz                      |  |  |       |  |  |                                                              |  |  |                                                           |  |
| Anna Borghese Aldobrandini                                   |                                                      | Marie Flore Pauline d'Arenberg                          |                                                       |  |  |       |  |  |                                                              |  |  |                                                           |  |
|                                                              |                                                      | Charles Frederic de La Rochefouchauld                   | François XIII, VIII duca de La Rochefoucauld          |  |  |       |  |  |                                                              |  |  |                                                           |  |
|                                                              |                                                      | Charles Frederic de La Rochefouchauld                   | François XIII, VIII duca de La Rochefoucauld          |  |  |       |  |  |                                                              |  |  |                                                           |  |
|                                                              |                                                      | Charles Frederic de La Rochefouchauld                   | Marie Françoise de Tott                               |  |  |       |  |  |                                                              |  |  |                                                           |  |
| Françoise Charlotte Victorine Marie de La Rochefoucauld      |                                                      | Charles Frederic de La Rochefouchauld                   |                                                       |  |  |       |  |  |                                                              |  |  |                                                           |  |
|                                                              |                                                      | Françoise Anne Charlotte Victorine Cuiller              | Pierre Cuillier-Perron                                |  |  |       |  |  |                                                              |  |  |                                                           |  |
|                                                              |                                                      | Françoise Anne Charlotte Victorine Cuiller              | Pierre Cuillier-Perron                                |  |  |       |  |  |                                                              |  |  |                                                           |  |
|                                                              |                                                      | Françoise Anne Charlotte Victorine Cuiller              | Anne Josephine du Trochet                             |  |  |       |  |  |                                                              |  |  |                                                           |  |
|                                                              |                                                      | Françoise Anne Charlotte Victorine Cuiller              |                                                       |  |  |       |  |  |                                                              |  |  |                                                           |  |